# 托比·揚

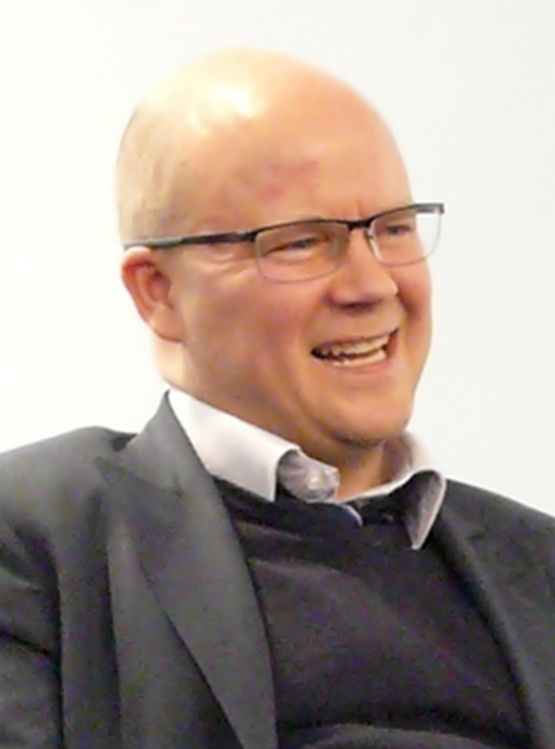

托比·揚（Toby Young，1963年10月17日—）是一位英國記者。他曾在電視節目《頂級大廚》中擔任評判者的角色，並且還是西倫敦自由學習的共同創辦人之一。